# رجال بلا ثمن (فلم)
رجال بلا ثمن  فيلم دراما مصري أخرجه وكتب السيناريو عبد الهادي طه عام 1993  عن قصة عبد الله عبد الغني غانم. الفيلم من بطولة إلهام شاهين، سعيد صالح، يوسف شعبان، علية عبد المنعم، سيد الصاوي، وربيع الصغير  وتدور الأحداث حول خالد، دكتور قسم الإجتماع بكلية الآداب، الذي يسعى لعمل دراسة عن المساجين ويضطر لدخول السجن والإقامة بين المساجين ويتعرض لمواقف صعبة تصل إلى الموت أحياناً.
صدر الفيلم إلى دور العرض المصرية في 3 مايو 1993.
منح موقع قاعدة بيانات الأفلام العربية "السينما.كوم" الفيلم درجة 5.5/ 10.

## طاقم التمثيل
إلهام شاهين: في دور مها (المعيدة بقسم الاجتماع بكلية الآداب)
سعيد صالح" في دور خالد محمود (أستاذ بقسم الاجتماع بكلية الآداب)
يوسف شعبان: في دور الغول (المسجون وإمبراطور الزنزانة)
علية عبد المنعم: في دور صفية (والدة خالد)
عزت المشد: في دور محمود (والد خالد)
ليلى جمال: في دور مديرة الإصلاحية
ربيع الصغير: في دور شفشق (المسجون والساعد الأيمن للغول)
محمود الحفناوي: في دور عبد الباسط (المسجون الصعيدي)
محمود أبو الحسن: في دور الإنجليزي (المسجون الذي كان يعمل فطاطري)
عبد السلام الدهشان: في دور الدكتور سمير عزت (المسجون لأول مرة)
بالاشتراك مع: سيد الصاوي – جميل غالي – شروق – سناء رمزي – عفاف مصطفى – فريدة عبد العال – عادل عمار – أحمد حسين – فتحي عمار – نبوية السيد – سيد سعد – محيى الدين – حسن توتالة – مصطفى كمال – علي أيوب.

## أحداث الفيلم
يستعد الدكتور خالد (سعيد صالح) أستاذ بقسم الاجتماع بكلية الآداب يستعد للحصول على رسالة الدكتوراة في السجون كما تستعد زوجته مها (إلهام شاهين) المعيدة بنفس الكلية للحصول على الماجستير في اصلاحيات الاحداث وبالاتفاق مع وزارة الداخلية والجامعة تم الاتفاق على ان يدخل خالد السجن كمسجون حقيقي وليس كباحث اجتماعي ليتسنى له معاينة المساجين على الطبيعة ويتعرف على مشاكلهم الحقيقية. يودع خالد والدته صفية (علية عبد المنعم) ووالده محمود (عزت المشد) ويسلم نفسه في قسم الشرطة لترحيله إلى السجن. بينما تقوم مها بالبحث عن الأطفال الأبرياء والذين يدخلون الاصلاحية خطأ وبدون جرائم وتجذبها قصة الطفل سعيد كان والده تاجر مخدرات قتل والده اثناء كمين للشرطة ودخلت امه السجن لقضاء فترة عقوبة ليلتحق الطفل بالاصلاحية دون ذنب، وتتواصل مها مع مديرة الاصلاحية (ليلى جمال) للسماح لها باصطحاب الصبي سعيد لزيارة أمه بالسجن وعندما تعود بالصبي إلى الإصلاحية يغافلهم الصبي ويلوذ بالفرار.
يدخل الدكتور خالد السجن ويقوم المساجين القدامى بمهاجمته ولكنه يثبت لهم قدراته القتالية وهكذا يتم الترحيب به. يلتقي خالد بنماذج كثيرة منهم الغول (يوسف شعبان) امبراطور الزنزانة التي نقل اليها وكان يمارس سطوته على الجميع ويحصل على إتاوات ويقوم باعمال التهريب ايضا وهناك الساعد الأيمن للغول الشاب "شفشق" (ربيع الصغير) الذي يوزع الحبوب المخدرة ويحصل الايراد. هناك أيضاً عبد الباسط (محمود الحفناوي) الرجل الصعيدي الذي دخل السجن ليقتل الغول ويحصل على حكم مخفف ولو قتله خارج السجن لحصل على إعدام ويكتشف الدكتور خالد هذه اللعبة. يلتقى خالد بالانجليزي (محمود أبو الحسن) السجين الذي كان يعمل فطاطري واضطر لإحتراف تجارة المخدرات ارضاء لفتاة ابنة تاجر مخدرات كشرط لزواجه منها وعندما تم ضبطه وسجنه 15 عاما طلبت الطلاق ولذلك قرر الهرب من السجن بخطة من الغول للانتقام من زوجته واهلها، لكن خالد يحبط خطة الانتقام ونتيجة لذلك تحوم الشبهات حوله. يلتقي خالد بالدكتور سمير عزت (عبد السلام الدهشان) المسجون الذي لم يعتاد حياة السجن بعد.
يدبر الغول خطة لخطف زوجة الدكتور خالد، بعد أن حامت حوله الشبهات، وتكتشف إدارة السجن مخدرات في الطعام الذي قدمته مها لزوجها خالد ليتهم بتجارة المخدرات داخل السجن ويتم القبض على الزوجة لتدخل سجن النساء بينما تتدخل إدارة الجامعة بتقديم دليل البراءة للدكتور خالد واخراجه من السجن ليقدم رسالته العلمية التطبيقية النادرة.

## وصلات خارجية
- رجال بلا ثمن على موقع IMDb (الإنجليزية)
- رجال بلا ثمن على موقع الدهليز
- رجال بلا ثمن على موقع قاعدة بيانات الأفلام العربية
- رجال بلا ثمن على موقع الدهليز

https://www.avclub.com/film/reviews/regal-bela-thaman-1993 رجال بلا ثمن (فلم)
http://newcenturyproduction.com/dollarfilm/movies/591681468081.php رجال بلا ثمن (فلم)